# Тюммель, Пауль
Пауль Тюммель (15 января 1902? Нойхаузен/Энцкрайс — 20 апреля 1945?  Терезиенштадт) был сотрудником абвера, где служил под псевдонимом А-54, и стал агентом службы военной разведки Чехословакии, предоставляя важную информацию чехословацкому правительству в изгнании, а тем самым и союзникам. Тюммель использовал различные псевдонимы, в том числе: Йохен, Брайтнер, Форал, Франта, Рене, Др. Холм, Др. Штейнберг, Ева, Бэр, Рааб, Ведель, Франтишек.

## Личная жизнь
Пауль Тюммель, пекарь и кондитер по образованию, работал по профессии до 1934 года. В 1927 году он начал активно участвовать в создании местной НСДАП (членский номер 61 574) в Нойхаузене. Он получил ряд высоких партийных наград, таких как Золотой партийный значок НСДАП, и считался лояльным членом партии. В абвере он начал работать в середине 1933 года.

## Двойной агент
Первоначально Тюммель работал в должности главного доверенного лица (Hauptvertrauensmann) в абвере Дрездена в контрапункте IV. Его задачей было вербовать агентурную сеть из судетско-немецкого населения в чехословацкой приграничной зоне. С 1933 года он стал известен чехословацкой разведке.
В 1936 году Тюммель письменно предложил Чехословацкой разведывательной службе, 2-му отделу Генерального штаба, свое сотрудничество за плату. После того как один из руководителей службы, Франтишек Моравец, проявил интерес, он предоставил различную информацию. К этому моменту Тюммель уже руководил отделом III F абвера.
Более весомая информация, предоставленная Тюммелем, включала точную дату оккупации остальной территории Чехии 15 марта 1939 г. («разгром остальной Чехии»), сведения о нападении Германии на Францию, Бельгию и Нидерланды, отчеты о советско-финляндской войне, подготовка к оккупации Югославии и т. д.
Предупреждение об оккупации остальной части Чехии позволило руководству разведки заблаговременно бежать в Лондон 14 марта 1939 года. Глава чехословацкой военной разведки Франтишек Моравец считал Тюммеля своим самым успешным агентом и одним из лучших агентов Второй мировой войны. Тюммель, с мая 1939 г. главное доверенное лицо в Праге, поддерживал связь с Моравцем до своего ареста в 1942 г. Моравец также установил контакт с группой сопротивления Tři králové (Три короля), что еще больше облегчило поток информации в Лондон.
Тюммель заранее, 26 июля 1941 года, проинформировал чешские спецслужбы о Холокосте на Украине. В отчете, который был передан британскому правительству через правительство в изгнании, говорилось, что евреев собирали под предлогом рытья укреплений, чтобы затем расстрелять в больших траншеях и похоронить.
Пауль Тюммель был разоблачен криптоаналитиком абвера майором Вильгельмом Эргертом. Он был арестован 20 марта 1942 года. Его дальнейшая судьба окончательно не ясна. Говорят, что его доставили в тюрьму гестапо «Малая крепость» Терезина под кодовым именем Питер Томан, где он был расстрелян в 1945 году. Сообщения о том, был ли он преднамеренно казнен или просто расстрелян вместе с другими заключенными, противоречат друг другу, а также есть мнения, что Тюммель пережил конец войны..

## Оценка
Роль, которую сыграл Тюммель, и характер информации, которую он предоставил чехословацкой разведке, до сих пор вызывают горячие споры. Оценки варьируются от формирования мифов и легенд о высокопоставленном агенте, до мнения, что агент А-54 был замаскированным шпионом, которого тайно ввезли, чтобы дезинформировать другую сторону.
Также некоторые британские историки, такие как Ф. Х. Хинсли, считают, что Тюммель предоставил первоклассную политическую и военную информацию. При положительной оценке информации Тюммеля нередко упускается из виду тот факт, что его информация не всегда была верной и причиняла ущерб; на основании такой информации частичная мобилизация чехословацких войск произошла во время Судетского кризиса 1938 года, что показало абверу, чего ожидать. Также известно, что Тюммель никогда не передавал важной информации о сети агентов, которой он руководил в Чехословакии, и, с другой стороны, позже передал гестапо некоторых участников сопротивления в Протекторате Богемия и Моравия после того, как его перевели в Прагу в 1939 году.